# Bobtnání

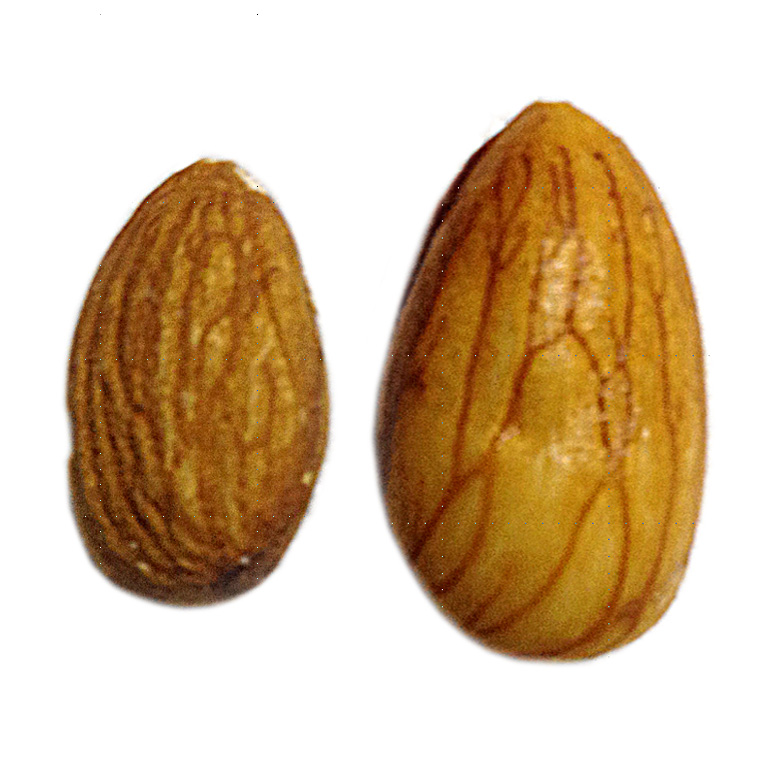
Suché a nasáklé semeno meruňky obecné (Prunus armeniaca)

Bobtnání (též botnání) je proces zvětšování objemu látky při namočení do vody. Dochází k němu na základě osmózy, kdy voda proniká do pórů látky a na její skelet tak působí prostřednictvím botnací (bobtnací) síly botnací (bobtnací) tlak. Tento tlak může dosahovat značných velikostí, při prudkých koncentračních šocích může dokonce mechanicky látku poškodit. Botnací tlak působí proti osmotickému tlaku.
Bobtnání je typické např. pro některá semena, která se připravují na klíčení.